# Robert Rotar
Robert Rotar (* 24. Juni 1926 in Berlin; † 13. August 1999 in Düsseldorf) war ein Maler, Objektkünstler und Photograph. Seine Arbeiten sind in zahlreichen Sammlungen im In- und Ausland, u. a. Belgien, Frankreich und USA, vertreten.

## Leben
Rotar besuchte von 1935 bis 1941 die Waldorfschule in Berlin und bis zu deren endgültigen Auflösung durch die Nationalsozialisten die Schule in Vitte auf Hiddensee. Danach kam er in das Landerziehungsheim Schondorf/Ammersee bis 1944.
Am Zweiten Weltkrieg nahm er als Panzerfahrer und Funker teil. Die anschließende Kriegsgefangenschaft verbrachte er in Dänemark. Nach dem Krieg übte er verschiedene Berufe aus.
Seine künstlerische Ausbildung erhielt er an der Kölner Werkschulen. Anschließend baute er die Firma Knoll International GmbH in Deutschland mit auf. Hier ergaben sich Kontakte mit Künstlern, Architekten und Galeristen, unter anderem mit Ernst Wilhelm Nay, Wolfgang Ketterer, Florence Knoll und Hans G. Knoll, mit Mies van der Rohe, Hanna Bekker vom Rath, Jean Pierre Wilhelm, Rolf Jährling, Alfred Schmela, Henryk Berlewi, James Lee Byars, Günther Uecker, Joseph Beuys u. a.
Ab 1957 war er Mitglied des Deutschen Werkbundes. Ab 1973 arbeitete er als freischaffender Maler und Photograph.

## Das künstlerische Werk
Rotars Arbeiten hängen in bedeutenden privaten Kunstsammlungen im In- und Ausland. Sein künstlerisches Werk markiert eine singuläre und bis heute kaum erforschte Position innerhalb des zeitgenössischen Kunstgeschehens. Es ist ein eher stilles aber radikales Werk analog seinem introvertierten Leben.
Rotar gilt als "Magier der Spirale": Seit seinen künstlerischen Anfängen um 1950 beschäftigte er sich mit dem Thema der Spirale. Es sind dynamische, ausgreifende, wirbelnde oder in einem Kreis endende Spiralformen, sich ausdehnend oder zusammenziehend. Die Spirale war für ihn das Motiv, in dem sich "Raum" und "Zeit" am eindringlichsten verbinden und visuell umsetzen ließen. Er hat häufig in tranceartigem, meditativem Zustand gemalt. Doch nicht die spontane Gestik bestimmte seinen künstlerischen Impetus, sondern die geistige Auseinandersetzung mit dem Motiv der Spirale. Die Spirale ist für ihn Sinnbild des Unendlichen, Uranfänglichen und Urewigen, hier konnte er Grundfragen des Kosmos und Seins künstlerisch am konsequentesten zum Ausdruck bringen. Von hier leitet sich die später formulierte Idee der „Entsprechung“ von Makrokosmos und Mikrokosmos her.
Die Form der Spirale findet sich ab 1977 auch in Siegeln und Stempeln wieder. Ab dieser Zeit siegelt und stempelt er alle Werke und erweitert den Themenkreis. kabbalistische, alchemistische und astrologische Zeichen, Tarot und Zahlen stehen durch inhaltliche Aspekte in direktem Bezug zueinander. Es sind magisch-subjektive Transformationen, deren Lesart und Umkreis in bewusstem Beschränken auf Bedeutung ausgerichtet sind.
Seine Vorstellungswelt verweist auf Hermes Trismegistos und dessen "tabula smaragdina" als Ursprung aller Weisheit. In einem seiner letzten Statements formulierte er als übergreifende Idee: "Wie oben so unten" und "wie unten so oben". Diese Festlegung durchzieht sein ganzes Werk. Parallel dazu hob er das Motiv der "coincidentia oppositorum", die Vereinigung der Gegensätze, hervor. Weitere wichtige Themen sind Tod, Tod und Leben, Tod und Eros, Tod und Wandlung. Rotars Kunst ist kunsttheoretisch eine Lehre der "Entsprechungen" oder "Prinzipien".
Um ROTAR’s philosophische und wissenschaftliche Weltsicht angemessen beurteilen zu können, muss man sich mit seinen Quellen, seinen Erkenntnissen, seinen Grundprinzipien und Entsprechungen, seiner Ikonographie und seiner Symbolik in der künstlerischen Formensprache auseinandersetzen. Rotar war bemerkenswert gebildet, dachte deduktiv. Sein universalistisches Wissen basierte einerseits auf einem naturwissenschaftlichen Pol, andererseits auf einem philosophischen. Auf der naturwissenschaftlichen Ebene beschäftigte er sich mit Astrophysik, Atomphysik, Molekularbiologie, Hirn- und Genforschung. Er war befreundet mit internationalen Astrophysikern und Forschern der verschiedensten Disziplinen. Hervorzuheben sind Werner Heisenberg, Wolfgang Pauli und James Jeans, Niels Bohr, Max Born und Erwin Schrödinger. In der Philosophie setzte er sich auseinander mit Hermes Trismegistos, der ideengeschichtlich älteren Magie und Astrologie und der jünger geltenden Alchemie, jüdischen Kabbala und Tarot, den frühen Weltreligionen, Gnosis, Neuplatonismus, ägyptische und hellenistische Mysterienreligionen, Bibel und Mystik, Kosmogonie und Kosmologie, Runenkunde, Zahlen und Zahlensymbolik.
Rotar war befreundet mit James Lee Byars (1932–1997), mit Joseph Beuys und mit dem Jesuitenpater und Ausstellungsmacher Friedhelm Mennekes. "Ich bin mein erster Betrachter". Mit diesem lakonischen Satz beantwortete Rotar in seinem letzten Interview mit dem Philosophen Heinrich Heil die Frage, wie Kunstwelt und Öffentlichkeit seine Werke wahrnehmen. Als er unerwartet am 13. August 1999 starb, stellte ihn Pater Friedhelm Mennekes in seiner Trauerrede als den "großen Schweiger" dar. "Mit ihm geht ein mächtiger Künstler unserer Zeit in die Elemente ein".
Über fast fünf Jahrzehnte ist die kontemplative Kraft in Rotars Schaffen ungebrochen. Er hinterließ ein Œuvre, das rund 5.000 Ölbilder und Zeichnungen umfasst einschließlich eines großen Kontingents von Photos und Videos. Sein umfangreicher, nahezu lückenlos erhaltener schriftlicher Nachlass ist im "Deutschen Kunstarchiv" im Germanischen National-Museum in Nürnberg dokumentiert, dort inzwischen wissenschaftlich bearbeitet (Bestands-Nr. 1155) und zugänglich. Ein großer Teil seiner Kunstwerke hingegen ist als Dauerleihgabe im Stiftung Museum Schloss Moyland, Joseph Beuys Archiv und in der Sammlung van der Grinten in Bedburg-Hau. Seit 2009 ist eine Monographie publiziert, die Einblicke in das Leben und WerkRotars geben.

## Ausstellungen (Auswahl)
- Mathildenhöhe, Darmstadt
- Marielies-Hess-Fonds in Verbindung mit Galerie Loehr, Frankfurt/M. (u. a. mit Daniel Spoerri, Thomas Bayrle, Lucio Fontana, Hermann Göpfert, Christian Megert, Adolf Luther)
- Internationale Ausstellung der Bundesrepublik Deutschland, Sydney/Australien
- Galerie Denisé Rene und Hans Mayer, Düsseldorf
- Galerie Rolf Ricke, Kassel
- Galerie Nickel, Bad Godesberg, Tokio/Japan, Washington USA
- Galerie Hella Nebelung, Düsseldorf
- Galerie Lee, New York/USA
- Galerie Kückels, Bochum
- Galerie Schiessel, Köln
- Galerie Falazik, Springhornhof, Neuenkirchen/Soltau
- Auswärtiges Amt, Deutsche Botschaft, Madras/Indien
- Galerie Alice Pauli, Lausanne/Schweiz
- Sohle 1, Städtische Galerie, Bergkamen
- „ART“,Internationaler Kunstmarkt, Basel/Schweiz
- Kaiser-Wilhelm-Museum, Krefeld
- Deutscher Werkbund NRW, Düsseldorf
- Städtische Kellergalerie, Palais Wittgenstein, Düsseldorf
- Stiftung Museum Schloss Moyland, Bedburg-Hau
- Städtische Galerie Teloy Mühle, Meerbusch
- Galerie Fellner von Feldegg, Krefeld
- Deutsches Architektur Museum, Frankfurt/M.
- stiftung museum ehrenhof, Düsseldorf
- Kunst in Nordrhein-Westfalen, Sammlung des Landes NRW, Kornelimünster
- Galerie Cosar MTH, Düsseldorf
- Art Cologne, 44. Internationaler Kunstmarkt (Galerie Cosar MTH, Düsseldorf)
- Overbeck-Gesellschaft, Lübeck
- MEWO Kunsthalle, Memmingen
- Art Cologne, 47.Internationaler Kunstmarkt (Galerie Dierking), Zürich
- Galerie Dirk Diering, Zürich/Schweiz

## Künstlerfreundschaften
James Lee Byars (USA), Joseph Beuys, Pater Friedhelm Mennekes, Georg Muche (Bauhaus), Antoni Tàpies, Claes Oldenburg, Günther Uecker, Yves Klein, Anatol, Harald Naegeli ("Sprayer von Zürich"), Thomas Ring